# Giorgio Costantini (calciatore)
Giorgio Costantini (Marghera, 18 luglio 1940) è un ex calciatore italiano, di ruolo difensore.

## Caratteristiche tecniche
Giocava come terzino.

## Carriera
Ha giocato in Serie A con la maglia del Palermo.

## Palmarès
- Campionato italiano di Serie B: 1

Palermo: 1967-1968